# 金融市场
金融市场，指具有一定规模的资金融通、货币借贷和买卖有价证券的活动和场所。金融市场不一定要在固定的场所中，通过电子通讯等方式完成的交易也可以被认为是金融市场的一部分。金融市场的参与者是资金供求双方，可以是个人、企业、银行、经纪人、证券公司、保险公司、投资机构以及政府机构等。金融市场交易的对象是货币形态的资金商品，并以利息作为价格。而利息通常是资金使用权转移的代价或者是资金参与生成的利润的分割。金融市场是一个大型生态系统，货物和服务的制作，新的资产形式和金融市场内外的这些资产之间的相互作用。
并非只有市场经济下才有金融市场。计划经济体制下也可以有金融市场，因為沒有金融資本就無法調動資源，其存在仍是必須的，但其规模一般不如市场经济下的金融市场规模大，而其运作机制也与市场经济下的金融市场有很大差异，不以喊價逐利套現為目的，雖然避免了動盪與投機，但最終因為靈活性不足而沉沒在市場中，俄羅斯等之後也開展了更加競爭力的新金融體系。

## 历史
15世纪时，风情万种的米兰和水上之都威尼斯就已经开始了证券交易，那时的主要贸易是商业票据的买卖。一百年后，交易国债的法国里昂和比利时安特卫普被认为是出现证券交易活动最早的地区。而有形的、有组织的金融市场要等到了17世纪，才逐渐在欧洲大陆上形成，1602年，荷兰东印度公司在阿姆斯特丹创建了世界上最早的证券交易所——阿姆斯特丹证券交易所。
英国在金融市场的历史上不可或缺。1694年，英国诞生了世界上第一家股份制商业银行——英格兰银行，这标志着大不列颠现代银行制度的确立。而1773年，在英国柴斯胡同的小咖啡厅里成立的伦敦交易所，则取代了阿姆斯特丹交易所，成为当时世界上最大的交易所。1816年，英国首先实行金本位制，这使得英镑成为使用最广泛的货币。等到了19世纪，英国形成了国际性的金融市场，伦敦摇身一变，成了国际金融中心。在大洋彼岸，美国金融市场也在慢慢崛起，他们从买卖政府债券开始，在1790年成立了全美第一家交易所——费交所 （页面存档备份，存于）。大名鼎鼎的纽约证券交易所则迟在1863年才成立，证券市场上股票逐渐取代政府债券居于主导的地位。
从13世纪到19世纪，银行、交易所、保险公司如雨后春笋般在欧洲各国出现。随着信用制度的发展，资金需求者直接面对普罗大众筹集资金的形式出现了，股票和债券成了两种主要的证券信用工具。随着英格兰第一条铁路的出现，大家发现只要投资交通运输股，就可以获得稳定的股息和资本收益。于是，在接下来的一百多年里，投资家们涌向了数千家可以产生资本收益和股息的公司。运输革命助推着全球经济增长，金融市场也朝着全球化的方向发展。等到了1914年时，资本已经得以在欧洲和世界其他地区实现自由流动，每个人都能在全球任何一个地方投资配置，追求最优的回报。
当人们以为一切繁华都永不落幕时，1914年7月31日，第一次世界大战爆发了，全世界所有交易所停业，股市跌入悬崖谷底，金融市场的全球化时代暂告一段落。在残酷的战争中，资本被填入无穷无尽的军火开支中。即便纷争结束，市场也没能继续全球化，每个人只知国内的市场，不知国际的市场。在一战前，各国市场能给予的回报率基本相同。而战争后，每个国家为了保护自己的利益，高筑壁垒，互相排挤，资本被禁止流向回报率最高的国家，全球的股票市场也开始分化。而在第二次世界大战后，欧洲、苏联竞相将产业大规模国有，主要包括其许多主要产业以及受美国受管制的产业。
这种情况一直持续到20世纪70年代中期。随着布雷顿森林体系瓦解，西方各国才慢慢出现了一股逐渐放松甚至取消金融管制的浪潮，金融机构活动范围得以扩大，汇率管制得以解除，金融企业的业务活动被允许适当交叉，银行利率的管制也放松了许多。资本市场终于得以再次流通起来。
中国的金融市场计划则起源于计划经济时期“大一统”的金融体系，改革开放后，才慢慢变成多元混合型金融体系。1981金融市场改制，以中央银行为中心，国家专业银行为主体，多种金融机构分工协作的金融体系逐步形成，市场化进一步扩大。到2004年，多种所有制和多种经营形式、结构合理、功能完善、高效安全的现代金融体系逐步健全，形成了对外开放程度不断提高的现代金融体系。

## 國際發展目標
聯合國可持續發展目標目标10「减少国家内部和国家之间的不平等」下有具體目標從事對全球金融市場的监管：「改善对全球金融市场和金融机构的监管和监测，并加强上述监管措施的执行」。

## 分类
- 按业务活动期限划分：货币市场和资本市场；
- 按成交后是否立即交割：现货市场和期货市场；
- 按有价证券是否新发行：一级市场和二级市场；
- 按地域范围：地方性金融市场、国内性金融市场、国际性金融市场；
- 按市场职能：货币市场、资本市场、外汇市场、黄金市场等。

较常见的一种分类是将金融市场分为短期资金市场和长期资金市场。短期与长期的划分通常以一年为准。短期资金市场即货币市场，包括同业拆借市场、票据贴现市场、回购市场、短期外汇市场等；长期资金市场即资本市场，包括股票市场、债券市场、基金市场、期货市场和长期外汇市场等。

## 金融市場之功效
1. 就中央銀行而言，可增進執行貨幣政策之便利。
  - 此一敏感之組織，其動態及短期利率型態，都可作為央行業務活動之敏感晴雨表。
  - 此一市場之結構既是完整的，央行與金融部門可在此形成自然接觸點。公開市場操作可影響超額準備、貨幣供給、利率，甚至是匯率及國際收支。
2. 就商業銀行而言，可使其資金運用效率提高，尤其負債管理觀念形成後更明顯。
3. 對企業而言，可提供資金出路，或提供資金融通。
4. 對個人而言，可提供個人儲蓄者保有財富的工具，提高個人儲蓄投資意願及其收益。
5. 對政府而言，金融市場承購政府債券，可減少政府向央行借款，避免通貨膨脹，亦使政府資金有出路。

## 另見
- 金融分析